# Pergalumna dubitanda
Pergalumna dubitanda är en kvalsterart som beskrevs av Hammer 1972. Pergalumna dubitanda ingår i släktet Pergalumna och familjen Galumnidae. Inga underarter finns listade i Catalogue of Life.